# Sentforas
Sentforas (en catalán y oficialmente, Sentfores) es, desde 1932, una localidad del municipio de Vic, en la comarca de Osona, provincia de Barcelona (España), al suroeste del término municipal. A mediados del siglo XIX se denominaba Sentforas y Cuadra de Gali.

## Historia
El castillo de Sentfores, hoy desaparecido, está documentado desde el año 911 y la iglesia de San Martín de Sentfores desde 930. La iglesia de San Juan de Gali se halla documentada desde principios del siglo XI. En 1705 tuvo lugar en el santuario de San Sebastián, sobre la colina del mismo nombre, en el límite del término municipal, el episodio histórico conocido como conjura dels vigatans en que un grupo de ciudadanos de Vic acordó tomar partido por el pretendiente Carlos de Austria y autorizar la firma del Pacto de Génova con las potencias europeas que lo apoyaban. En 1932 el municipio de Sentfores se unió al de Vic.
Actualmente (2008) se hallan momentáneamente paralizadas, a causa de una intervención arqueológica, las obras de la urbanización del Graell que unirían la población con el núcleo urbano de Vic y que han despertado gran oposición entre sus vecinos.

## Demografía
| Gráfica de evolución demográfica de Sentforas entre 1842 y 1930 |
| |
| Población de derecho según los censos de población del INE. Población de hecho según los censos de población del INE.En este censo se denominaba Sentforas y Cuadra de Gali: 1842. Entre el censo de 1940 y el anterior, este municipio desaparece porque se integra en el municipio Vic. |

## Lugares de interés
- Iglesia de San Martín de Sentforas.
- Iglesia de San Juan de Gali.
- Santuario de San Sebastián.

## Curiosidades
En un sirventés del trovador Guilhem de Berguedan  se hace referencia a la población con el nombre de Sailforas:
Amics marques, enqera non a gaire
q'ieu fi de vos coinda cansson e bona,
mas ancar n'ai en talan autr'a faire,
puois mos cosseills m'o autrej'e m'o dona;
q'a Sailforas viron miei enemic
l'anta q'ieu.s fi e.l afan e.l destric,
qu.el camp N'Albert laissetz l'elme per tasca:
si fossetz calvs tuich vos virant la rasca.